# 三宅弘城
三宅 弘城（みやけ ひろき、1968年〈昭和43年〉1月14日 - ）は、日本の俳優。神奈川県横須賀市出身。劇団ナイロン100℃所属。所属事務所は大人計画。石鹸名義でバンド「グループ魂」、パンクロックバンド「画鋲」のドラムを三宅名義で担当する。
身長165cm。血液型はO型。特技は器械体操、ボクシング。

## 略歴

### 健康参加以前
中学の頃から、KERA（のちの健康・ナイロン(ナイロン100℃)の主宰）が参加する有頂天を好んで聴いており、バンド活動でもドラムを叩いていた。
高校の頃に体操競技部に入部。器械体操の名門・日本体育大学への一般推薦入試も決まっていたが、体操ではなく水泳の飛び込みでの推薦だったため辞退し、東京国際大学に進学。大学で大槻ケンヂ（当時筋肉少年少女隊・空手バカボンなどに参加）や若王子耳夫（初期の電気グルーヴに在籍）と知り合う。

### 健康時代
劇団健康（以降「健康」）の第5回公演『ホワイトソング』再演に衝撃を受け、アンケートに「みのすけは凄い」と書き残した（『ハルディン・ホテル』パンフレットなど、様々な場所で目にすることができる）。
1988年に健康のオーディションに合格（『カラフルメリィでオハヨ〜いつもの軽い致命傷の朝〜』初演より参加）。オーディション合格理由は、体操を生かしたバック転。
健康時代は4年間、ずっと若手扱いであった。主要キャストになったのは、ナイロン参加後の『予定外』。チラシに名前が載ったのも遅く、第9回公演の『牛の人』が初クレジットであった（この間にも第7回公演『後ろ姿の素敵な僕達』や第8回公演『スマナイ。』に出演しているが、チラシには記載なし）。

### ナイロン参加以後
「ナイロン」の旗揚げメンバー。
芝居のなかにおいて、ボケ役、ツッコミ役、進行役、と、どれでもこなすオールマイティーな役者。特に、ナイロンの初期作品『SLAPSTICKS』のビリー役で、それが顕著に発揮されている。1996年にプロボクサーのテストにも合格。現在のナイロンメンバーの中でも体のキレが抜群。それらの経歴を生かして、ナイロンの公演規模が大きくなった現在でも、激しい殺陣があると彼が担当する。自分が出ないナイロンの公演や他劇団のアクションも多数つけている。
現在では犬山イヌコ、みのすけに次いでナイロンの主要俳優。この2人が欠番した初の公演に『フリドニア〜フリドニア日記#1』があるが、この公演の際には彼が全般的に劇進行の重要な役を果たした。後に、同様の欠番公演に『絶望居士のためのコント』（2000年）がある。
ナイロンが10周年記念公演として上演した『ハルディン・ホテル』まで、本公演で欠番したのは『テクノ・ベイビー』のみ。それ以降のナイロン100℃の本公演で三宅が出演していない作品として、『男性の好きなスポーツ (2004年)』『ナイス・エイジ (再演・2006年)』『犬は鎖につなぐべからず (2007年)』『神様とその他の変種 (2009年)』がある。主役としてクレジットされた公演は、『フランケンシュタイン〜Version 100℃〜』『シャープさんフラットさん (ホワイトチーム)』のみ。

### 劇団以外の活動
1999年に、グループ魂の『ぼくエンペラー！』にドラムとして参加したことをきっかけに、大人計画社長の長坂まき子に事務所に所属しないかと声を掛けられる。ナイロン100℃が劇団員一括でのマネジメントをやめて外部のプロダクションへそれぞれ所属することになったタイミングであったため、大人計画に所属することとなる。これは、あくまで芸能事務所としての大人計画へ所属したものであって大人計画の劇団員ではなく、以後も現在までナイロン100℃の劇団員である。
大人計画所属後は、松尾スズキや宮藤官九郎の作品にも度々出演している。また、テレビドラマや映画など舞台以外の作品にも多数出演している。
劇団☆新感線には、1999年『轟天2（直撃！ドラゴンロック2）』に初出演。その後、何度も出演しており、「準劇団員」と呼ばれている。2010年の『鋼鉄番長』では、主演の橋本じゅんが体調不良により東京公演の途中で降板したため、急遽その代役を務めた。橋本が降板する前、三宅はこの公演を観劇しており、観劇して数日後に代役のオファーを受けている。三宅はたった4日間の稽古期間で公演を再開させ、残りの東京公演と大阪・福岡公演の千秋楽まで主演を務めた。
2019年には、大河ドラマ『いだてん〜東京オリムピック噺〜』に黒坂辛作役で出演していたピエール瀧が降板となり、代役に起用された、過去の出演分も含めて全て再撮影が行われた。
三宅自身は、制作発表当初から脚本の宮藤に「いつ出してくれるんですか？」と言っていたり、宮藤も他の役のキャスティング候補に三宅の名前を挙げていたりするなど正式な出演の可能性はあったが、急遽代役での出演となった。

### 音楽活動
グループ魂に参加するにあたって、シリアルナンバー入りのドラムセットまで購入した。名前を入れる時、悩んだ末に「石鹸」としたようだ。宮藤自身が「演劇の世界では先輩にあたるんですが、どうもそうとは思えないフシがありまして」とコメントする通り、グループ魂ではつっこまれキャラとしても活躍。
「石鹸のテーマ」という楽曲において、「体は20歳だ」「頭は5歳だ」と形容されている。
2018年より、宮藤官九郎らとともにパンクバンド「画鋲」で活動。

### 私生活
2007年11月11日に入籍し、この日はコンセントの日ということから、妻のあだ名は「コンセントさん」になった。本人によると、妻はガタイが良くて、喧嘩が強いとのこと。ただし、恐妻家ではないと語っている。2022年6月13日に妻は癌により49歳で死去しており、その1年後に公表した。

## 出演

### 舞台

#### 劇団健康[13]
- 1988年第六回公演『カラフルメリィでオハヨ〜いつもの軽い致命傷の朝〜』以降計16本出演。

#### ナイロン100℃[13]
- 旗揚げ公演 予定外（1993年）　- ユロ・リーシャル役
- 三宅弘城ソロ・レイトショー 悟空先生対アメリカ先生（1995年）
- 4.A.M（1995年）　- アイザック役
- フランケンシュタイン〜version100℃〜 （1997年）　- ビクター・フランケンシュタイン博士 役
- ザ・ガンビーズ・ショウ （1998年）　- “GOGOガンビーズ”マイク（Vo.） 役
- 薔薇と大砲〜フリドニア日記#2〜 （1993年）　- ぎが 役
- テイク・ザ・マネー・アンド・ラン （1993年）　- 衣笠 役
- 絶望居士のためのコント （2000年）　- 絶望居士 役
- 室温〜夜の音楽〜 （2001年）　- 木村（タクシーの運転手） 役
- ノーアート・ノーライフ （2001年）　- オケタニ 役
- 東京のSF （2002年）　- 編集長 役 & 象田 役 & ロボ太郎 役
- ドント・トラスト・オーバー30 （2003年）　- ラーメン屋店員 役 & ヒロキ（メグミの兄） 役
- ハルディン・ホテル （2003年）　- マルボシ 役
- 消失 （2004年）　- ドーネン 役
- カラフルメリィでオハヨ〜いつもの軽い致命傷の朝〜 （2006年）　- 丸星 役 & 松岡（写真部・左門） 役
- わが闇 （2007年）　- 三好未完 役
- シャープさんフラットさん （2008年）　- 辻煙（田中正明）役（ホワイトチーム）、サニー関口役（ブラックチーム）
- 世田谷カフカ （2009年）　- カール・ロスマン、世田谷区長、マックス・ブロート、寺内 役
- 2番目、或いは3番目 （2010年）　- ヤートン 役
- ノーアート・ノーライフ（2011年）　- オケタニ役
- わが闇（2013年）　- 三好未完役
- 社長吸血記（2014年）　- 目崎(室長)、男1(辻煙)役
- 消失（2015年）　- ドーネン役
- ちょっと、まってください（2017年）　- 男3(金持ちの父親)役
- 睾丸（2018年）　- 赤本建三役
- イモンドの勝負（2021年）　- 会長役 他
- 江戸時代の思い出（2024年）[14]

#### シリーウォーク・プロデュース
- お茶と同情（作・演出：手塚とおる）（1993年）
- 静の海第二回公演 月の光（作・演出：タイチ）（1997年）
- 空飛ぶ雲の上団五郎一座 アチャラカ再誕生（2002年）
- 空飛ぶ雲の上団五郎一座 キネマ作戦（2004 年）

#### その他の舞台
- 月影十番勝負 第参番「河童」(1997年）
- 劇団☆新感線『轟天2 直撃！ドラゴンロック2』（1999年）
- 大人計画本公演『春子ブックセンター』（2002年）
- ウィー・トーマス（2003年）
- 劇団☆新感線『髑髏城の七人 ～アオドクロ』（2004年）- カンテツ役
- ウーマンリブVol.9「七人の恋人」（2005年）
- NODA・MAP第12回公演「ロープ」（2006年）
- 宝塚BOYS（2007年）
- 大パルコ人「メカロックオペラ『R2C2』〜サイボーグなのでバンド辞めます!〜」（2009年）
- マレーヒルの幻影（2009年）
- 劇団☆新感線『鋼鉄番長』（2010年）主演
- 鎌塚氏、放り投げる（2011年）- 鎌塚アカシ 役　主演
- 鎌塚氏、すくい上げる（2012年）- 鎌塚アカシ 役　主演
- 劇団☆新感線『シレンとラギ』（2012年）
- 大パルコ人(2) バカロックオペラバカ 『高校中パニック! 小激突!!』（2013年）
- 鎌塚氏、振り下ろす（2014年）- 鎌塚アカシ 役　主演
- いやおうなしに（2015年、パルコ）
- 朗読劇『ラヴ・レターズ 〜2016 The Climax Special〜』（2016年6月28日、パルコ劇場） - アンディ 役[15]
- 鎌塚氏、腹におさめる（2017年8月5日-9月18日）- 鎌塚アカシ 役 主演
- 劇団☆新感線『修羅天魔〜髑髏城の七人〜season極』（2018年） - カンテツ役
- ロミオとジュリエット（2018年） - ロミオ役　主演
- 鎌塚氏、舞い散る（2019年11月22日-12月25日）-鎌塚アカシ 役　主演
- 劇団☆新感線『偽義経冥界歌』（2020年）-武蔵坊弁慶 役
- プレミアムリーディング　もうラブソングは歌えない（2020年）
- 白昼夢（2021年）
- 大パルコ人④マジロックオペラ『愛が世界を救います（ただし屁が出ます）』（2021年）
- 東京成人演劇部vol.2『命、ギガ長スW(ダブル)』（2022年）
- 鎌塚氏、羽を伸ばす (2022年7月17日 - 8月28日) - 鎌塚アカシ 役　主演
- KERA・MAP#010『しびれ雲』（2022年11月6日 - 12月4日 下北沢 本多劇場、12月8日 - 11日、兵庫県立芸術文化センター 阪急 中ホール、12月17日 - 18日 北九州芸術劇場 中劇場、12月24日 - 25日 りゅーとぴあ 新潟市民芸術文化会館・劇場）[16]
- 少女都市からの呼び声（2023年）
- 鎌塚氏、震え上がる (2025年3月日 - 4月、世田谷パブリックシアター) - 鎌塚アカシ 役　主演[17]
- 大パルコ人⑤オカタイロックオペラ『雨の傍聴席、おんなは裸足…』（2025年11月6日 - 30日〈予定〉、PARCO劇場 / 12月4日 - 14日〈予定〉、SkyシアターMBS / 12月20日・21日〈予定〉、仙台サンプラザホール）[18][19]

### テレビドラマ
- サイコメトラーEIJI（日本テレビ）
- しおり伝説〜スター誕生〜（1999年2月1日 - 3月29日、CBCドラマ30） - 大原昌 役（ナレーションも兼任）
- 月曜ミステリー劇場「浅見光彦シリーズ16・坊っちゃん殺人事件」（2001年9月24日、TBS） - 青木刑事 役
- 水戸黄門（第29部）「第14話 鬼オヤジの目に涙・井波」（2001年7月2日、TBS） - 宏造 役
- 木更津キャッツアイ（2002年1月18日 - 3月15日、TBS） - 竹田イチロウ巡査 役
- 真夜中の雨（2002年、TBS） - 目黒はじめ 役
- Stand Up!!（2003年、TBS）
- 大河ドラマ（NHK総合）
  - 新選組! 第7回 - 第28回（2004年2月22日 - 7月18日） - 望月亀弥太 役
  - 篤姫（2008年） - 伊地知正治 役
  - いだてん〜東京オリムピック噺〜 第16回 - 最終回（2019年4月28日 - 12月15日） - 黒坂辛作 役[注 2]
- ほんとにあった怖い話 「真夜中の珍客」（2004年3月6日、フジテレビ） ‐ 塚越和夫 役
- 救命病棟24時 第3シリーズ 第9話（2005年3月8日、フジテレビ） - 滝浦一平 役
- 柳生十兵衛七番勝負 第2回「忠義の剣」（2005年、NHK総合）- 中村采女 役
- 海猿（2005年7月5日 - 9月13日、フジテレビ） - 別所健二郎 役
- 下北サンデーズ（2006年7月13日 - 9月7日、テレビ朝日） - ヒロ太 役
- 喰いタン スペシャル（2006年9月30日、日本テレビ） - 龍井達彦 役
- 帰ってきた時効警察 第5話（2007年5月11日、テレビ朝日） - 丹波ゴロー 役
- 死ぬかと思った 第12話（2007年6月23日、日本テレビ） - 丸尾 役
- ドリーム☆アゲイン（2007年10月13日 - 12月15日、日本テレビ） - 熊田恒人 役
- 土曜プレミアム・熱血教師SP/夢の見つけ方教えたる!（2008年3月8日、フジテレビ） - 南村智樹 役
- 神の雫 第2話（2009年1月20日、日本テレビ）
- 相棒（テレビ朝日） - 池谷隆平 役
  - Season 8 第17話「怪しい隣人」（2010年2月24日）
  - Season 10 第14話「悪友」（2012年2月1日）
- 特上カバチ! 第7話（2010年2月28日、TBS） - 山田耕二 役
- 怪物くん（2010年4月17日 - 6月12日、日本テレビ） - お巡りさん 役
- マドンナ・ヴェルデ（2011年5月17日・24日、NHK総合） - 荒木達弥 役
- おみやさん 第8シリーズ 第8話（2011年6月16日、テレビ朝日） - 丹沢正平 役
- ドン★キホーテ（2011年7月9日 - 9月24日、日本テレビ） - 西脇宗佑 役
- 正月時代劇 御鑓拝借〜酔いどれ小籐次留書〜（2013年1月1日、NHK総合） - 平野初五郎 役
- 特集ドラマ 極北ラプソディ 後編（2013年3月20日、NHK総合） - 伊達伸也 役
- ST〜警視庁科学特捜班〜（2013年4月10日、日本テレビ） - 山吹才蔵 役
  - ST 赤と白の捜査ファイル（2014年7月16日 - 9月17日）
- リーガルハイ 第2話（2013年10月16日、フジテレビ） - 猪野義孝 役
- 戦力外捜査官 第6話（2014年2月15日、日本テレビ） - 玉置優 役
- 夜のせんせい 第7話（2014年2月28日、TBS） - 大神仁志 役
- 金曜ロードSHOW!特別ドラマ「磁石男」（2014年6月13日、日本テレビ） - 高木ノボル 役
  - 磁石男2015（2015年9月18日）
- 木曜時代劇 吉原裏同心（2014年6月26日 - 9月18日、NHK総合） - 佐吉 役
- 素敵な選TAXI 第6話（2014年11月18日、関西テレビ） - 虫海暗 役
- 医師たちの恋愛事情（2015年4月9日 - 6月18日、フジテレビ） - 大根良太 役
- 連続テレビ小説（NHK総合）
  - あさが来た（2015年9月30日 - 2016年4月2日） - 亀助 役
    - あさが来たスピンオフ 割れ鍋にとじ蓋（2016年4月23日、NHK BSプレミアム） - 主演・亀助 役

  - おむすび 第42回 -（2024年11月26日 - ） - 立川周作 役[20]
- 掟上今日子の備忘録 第1話（2015年10月10日、日本テレビ） - 笑井航路 役[21]
- 世界一難しい恋（2016年4月13日 - 6月15日、日本テレビ） - 音無静夫 役
- グ・ラ・メ!〜総理の料理番〜（2016年7月22日 - 9月9日、テレビ朝日） - 田村友和 役[22]
- 奪い愛、冬（2017年1月20日 - 3月3日、テレビ朝日） - 武田玄 役[23]
- 小河ドラマ 織田信長（2017年、CS 時代劇専門チャンネル）　- （現代に来た）織田信長 役
- 眩〜北斎の娘〜（2017年9月18日、NHK総合） - 弥助 役[24]
- 今からあなたを脅迫します（2017年10月15日 - 12月17日、日本テレビ） - 目黒 役
- ぬけまいる〜女三人伊勢参り 第1話、第4話・第5話、第7話・最終話（2018年10月27日、11月24日・12月1日、12月15日・22日、NHK総合） ‐ 次兵衛 役
- 小河ドラマ 龍馬がくる（2018年、CS 時代劇専門チャンネル×関西テレビ共同製作作品）　- （現代に来た）坂本龍馬 役
- よつば銀行 原島浩美がモノ申す!〜この女に賭けろ〜（2019年1月21日 - 3月11日、テレビ東京）- 奈良敬三 役
- 緊急取調室 第8話（2019年6月6日、テレビ朝日） - 梅田信吾 役
- 監察医 朝顔 第1話 - 第5話・最終話・特別編（2019年7月8日 - 8月12日・9月23日・30日、フジテレビ） - 伊東純 役[25]
  - 監察医 朝顔 第二シリーズ（2020年11月2日 - 2021年3月22日）
  - 監察医 朝顔2025新春スペシャル（2025年1月3日）[26]
- サ道（2019年7月20日 - 10月5日、テレビ東京）- 偶然さん 役[27]
  - サ道 2019 年末SP -北の聖地でととのう-（2019年12月28日）
  - サ道 〜2021年冬 東京の空の下、少し離れてととのう〜（2021年2月14日）
  - サ道2021（2021年7月10日 - 9月25日）[28]
  - サ道 〜2022年冬〜（2022年12月25日）[29]
  - サ道 2023SP（2023年12月24日）[30]
  - サ道 2024SP〜誰しも 何かを胸にととのう〜（2024年12月21日）[31]
  - サ道 off-road（2025年3月26日予定、ネットもテレ東・TVer・YouTube）[32]
- 土曜ドラマ 三浦部長、本日付けで女性になります。（2020年3月21日、NHK総合） - 田代一彦 役
- 木曜ドラマ BG〜身辺警護人〜 第2章第5話 (2020年7月16日、テレビ朝日) - 岩田一也 役
- ざんねんないきもの事典 第1話（2020年10月8日、テレビ東京） - 犬養草介 役[33]
- 俺の家の話（2021年1月22日 - 3月26日、TBS） - 堀コタツ 役
- 小河ドラマ 徳川☆家康（2021年4月1日 - 22日、関西テレビ） - 徳川家康 役
- 剣樹抄〜光圀公と俺〜（2021年11月5日 - 12月24日、NHK BSプレミアム） - 与惣次郎 役
- 大河ドラマが生まれた日（2023年2月4日、NHK総合） - 六車宗夫 役[34]
- NHKスペシャル 南海トラフ巨大地震（2023年3月4日、NHK総合） - 藤滝哲朗 役
- だが、情熱はある（2023年4月9日 - 6月25日、日本テレビ） - 山里勤 役[35]
- 不適切にもほどがある!（2024年1月26日 - 3月29日、TBS） - 井上昌和 役[36][37]
  - 不適切にもほどがある! スペシャル（2026年春〈予定〉）[38]
- 花咲舞が黙ってない 第3シリーズ 第2話（2024年4月13日、日本テレビ） - 畑仲康晴 役[39]
- アンメット ある脳外科医の日記 第5話（2024年5月13日、関西テレビ・フジテレビ） - 成海住職 役[40]
- 磯部磯兵衛物語〜浮世はつらいよ〜（2024年7月12日 - 9月13日、WOWOW） - 宮本武蔵 役[41][42]
- ザ・トラベルナース 第2シリーズ 第6話（2024年11月28日、テレビ朝日） - 上杉基弘 役
- コトコト〜おいしい心と出会う旅〜 - 根本進 役
  - 富山編（2024年12月7日、NHK BSプレミアム4K / 12月8日、NHK BS）[43][44]
  - 新潟編（2024年12月14日、NHK BSプレミアム4K / 12月15日、NHK BS）[44]
  - 群馬編（2025年8月17日〈予定〉、NHK総合・NHK BS・BSプレミアム4K）[44][45]
  - 茨城編（2025年8月24日〈予定〉、NHK BS・NHK BSプレミアム4K）[45]
- 激突!合戦将棋「関ヶ原の戦い」（2025年1月1日、NHK Eテレ） - 黒田如水 役

### その他のテレビ番組
- 第56回NHK紅白歌合戦（2005年12月31日、NHK） - 「グループ魂」の“石鹸”（ドラム）として（阿部サダヲ・宮藤官九郎と組んで）[46]
- 冗談画報2（フジテレビ）
- でたらめ天使（フジテレビ）
- ギクギャグゲリラ（日本テレビ）
- 天才ビットくん （2002年、NHK教育）- 探偵シン 役
- みいつけた! （2009年-、NHK教育）- みやけマン（体操「なんかいっすー」他）、カッパせんせい 役

### 声優

#### テレビアニメ
- みいつけた！（2009年-、NHK教育）- ちょうちょうさん、ペロ、クルットさん、ホネーキンさん、 ドッコラショ3きょうだい〈ドッチ、コラジ、ショーゾー〉、ヨッコイ師匠、チョビさん、ノリオさん、ノリヤさん、ガジリ、ジョーブせんせい、マーちゃん、カピイ、サルル 役

#### 吹き替え
- クイック&デッド（1997年） - スポーテッド・ホース 役（日本語吹替〈テレビ朝日版〉）
- メアリー & マックス（2011年） - マックス 役（日本語吹替）

### 映画
- シコふんじゃった。（1992年） - 北東学院大学相撲部補欠部員 役
- トリック劇場版（2002年） - 臼井猛 役
- 踊る大捜査線 THE MOVIE 2 レインボーブリッジを封鎖せよ!（2003年） - 瀬川吉雄 役
- 電車男（2005年） - たむら（オタクB） 役
- フラガール（2006年） - 猪狩光夫 役
- マリと子犬の物語（2007年） - 内村義男 役
- 少年メリケンサック（2009年） - 岡本（ヤング） 役
- 曲がれ!スプーン（2009年） - 小山 役
- 映画 怪物くん（2011年） - お巡りさん 役
- トリック劇場版（2011年）- 臼井猛役
- だいじょうぶ3組（2013年）- 紺野鷹志 役
- 中学生円山（2013年）- 梅田 役
- 映画 ST 赤と白の捜査ファイル（2015年） - 山吹才蔵 役
- 孤狼の血 LEVEL2（2021年） - 中神悟 役
- さかなのこ（2022年） - ジロウ 役[47]
- 静かなるドン（2023年） - 生倉新八 役[48]
  - 静かなるドン2 前編・後編（2024年）[49]
- 室町無頼（2025年）[50]
- 俺ではない炎上（2025年公開予定）[51]

### CM
- 日本酸素（現大陽日酸 CM中バック転を披露）
- UCC上島珈琲（菊池桃子と共演）
- イトーヨーカドー - ナレーション
- クオーク